# Louis Théophile Hingre

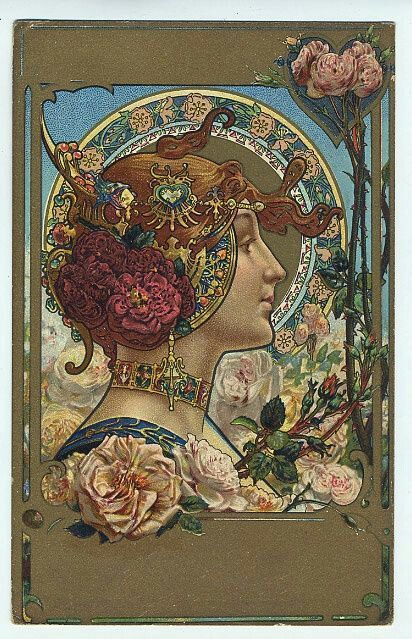
Plakat

Louis Théophile Hingre (* 19. November 1832 in Écouen; † 12. November 1911 in Département Val-d’Oise) war ein französischer Maler, Plakatkünstler, Illustrator und Bildhauer des Jugendstils.

## Leben
Hingre war vom 12. bis zum 25. Lebensjahr in Paris im Atelier von Henri Louis Gervais und Adrien Possot tätig, wo er die Gestaltung ornamentaler Bronzeskulpturen erlernte.
Im Alter von 19 Jahren heiratete er 1851 Louise Dailly. Sie wurden Eltern vierer Kinder: Maximilien, Clémentine, Marguerite und Léon, der später als Maler in England tätig war.
Hingre war ab 1899 Mitglied der Akademie der Künste und ab 1908 ein Kunstlehrer.
Während der Revolutionen 1848/1849 traf er den utopischen Sozialisten Louis Blanc. Er schuf Skulpturen für republikanische Bankette, von denen nur Fotografien erhalten geblieben sind.
Wegen seines sozialen Engagements musste Hingre zweimal nach England fliehen, einmal 1848 und einmal 1858. Während seines Aufenthaltes in England arbeitete er in Birmingham als ornamentaler Bildhauer bei Elkington & Co. Während dieser Anstellung begann er zuerst Tiere formen. Seine ersten Arbeiten waren Pferderennen-Trophäen.
Er stellte seine Werke ab 1860 trotz seines britischen Exils im Pariser Salons aus.
Nach seiner Rückkehr nach Frankreich lebte er ab 1869 in Paris. Dort nahm er regelmäßig an den Wettbewerben der „Union centrale des arts décoratifs“ und an Kunstausstellungen teil. 
Während der Jugendstil-Epoche ab etwa 1890 beschäftigte sich er unter dem Einfluss von Alfons Mucha mit der Plakatkunst. 
In Écouen wurde 2001 die Association Théophile et Léon Hingre gegründet.